# 美女-H
美女-H (びじょヒロイン)は、2006年1月10日から2006年3月28日までテレビ東京で放送された深夜バラエティ番組(関東ローカル)で、ヒロインシリーズの第2弾。フォーサイド・ドット・コムの一社提供。放映時間は、毎週火曜日深夜3時15分~深夜3時45分。かつて、静岡第一テレビ・テレ玉でも放送された。

## 概要
毎回色をキーワードにしたイメージ映像を放送。この番組で使用されたイメージ映像は、後にDVD化されている。

## 番組に出演したアイドル(放送順)
1. 熊田曜子、古谷香織（2006年1月10日）
2. 夏川純、次原かな（2006年1月17日）
3. 小阪由佳、海川ひとみ（2006年1月24日）
4. 相澤仁美、浜田翔子（2006年1月31日）
5. 荒川愛、原田桜怜（2006年2月7日）
6. ほしのあき、小倉優子（2006年2月14日）
7. 佐伯美愛、後藤ゆきこ（2006年2月21日）
8. 水谷さくら、河合ヒナ（2006年2月28日）
9. 河中麻系、優木まおみ（2006年3月7日）
10. 山本梓、石井めぐる（2006年3月14日）
11. 石田未来、愛川ゆず季（2006年3月21日）
12. 安田美沙子、長澤奈央（2006年3月28日）

## テーマ曲
オープニング
- ステューパ『ジェットサーカス』

エンディング
- 長澤奈央『ラブボディーⅡ』